# ミノーリ
ミノーリ（イタリア語: Minori）は、イタリア共和国カンパニア州サレルノ県にある、人口約2,700人の基礎自治体（コムーネ）。

## 地理

### 位置・広がり
サレルノ県北西部のアマルフィ海岸に位置する町で、アマルフィから北東へ約3km、県都サレルノから西南西へ約13km、州都ナポリから南東へ約38kmの距離にある。町域は南北に細長く、東にマイオーリ、西にラヴェッロの町域に挟まれている。
- ミノーリにおけるアマルフィ海岸
- ミノーリ
- 海から見たミノーリ

## 行政

### 分離集落
ミノーリには、以下の分離集落（フラツィオーネ）がある。
- Villa Amena, Montecita, Torre Paradiso, Monte, Via Pioppi, Torre

## 交通

### 道路
- SS163 (it:Strada statale 163 Amalfitana)